# Sanitätsdienst Heer

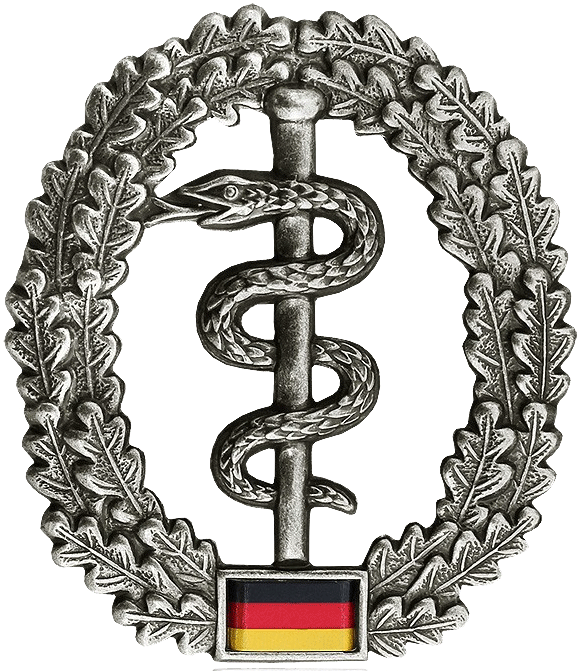
Truppengattungsabzeichen mit Äskulapstab

Der Sanitätsdienst Heer ist eine der Truppengattungen des Heeres der Bundeswehr und zählt zu den Einsatz- und Führungsunterstützungstruppen. Auftrag des Sanitätsdienst Heer ist es, die Gesundheit der Soldaten zu schützen, zu erhalten und wiederherzustellen. Der Sanitätsdienst Heer ist nur ein kleiner Teil des Sanitätsdienstes der Bundeswehr. Die meisten Sanitätskräfte sind seit 2002 Teil des Zentralen Sanitätsdienstes der Bundeswehr.

## Auftrag

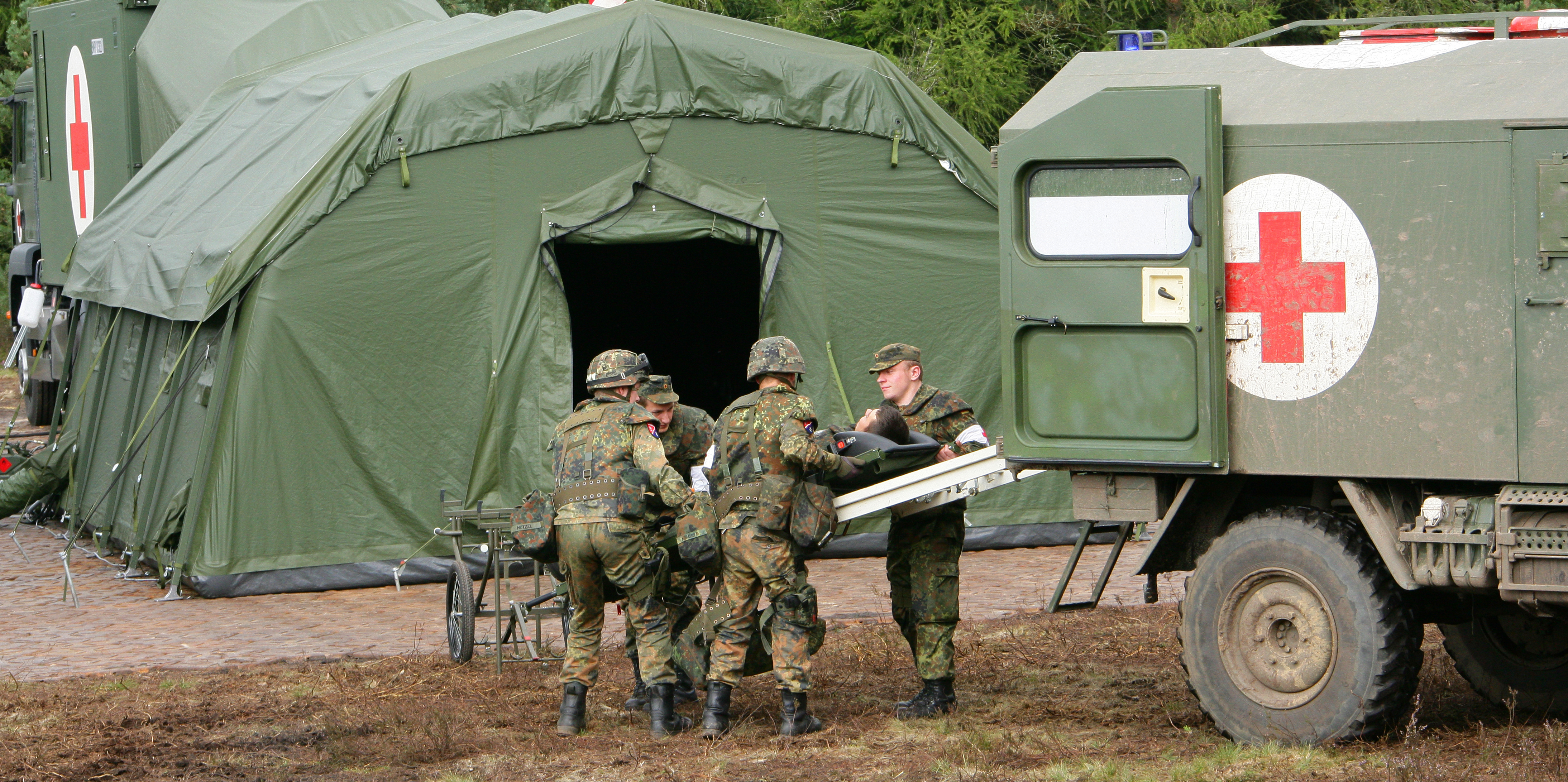
Einlieferung eines Verwundeten mit Krankenkraftwagen (Rad) in eine Luftlanderettungsstation im Rahmen des Vorübens zur Informationslehrübung Heer am Ausbildungszentrum Munster

Der Auftrag ist grundsätzlich deckungsgleich mit dem Auftrag aller Sanitätskräfte der Bundeswehr:
Aufgabe ist es, die Gesundheit der Soldatinnen und Soldaten zu schützen, zu erhalten und wiederherzustellen.
Dieses gilt insbesondere für Auslandseinsätze, in denen gesundheitliche Gefahren drohen, denen Soldaten im Inland nicht ausgesetzt sind. Es gilt die Maxime, den Soldaten im Falle einer Erkrankung, eines Unfalles oder einer Verwundung im Auslandseinsatz eine medizinische Versorgung zuteilwerden zu lassen, die im Ergebnis dem fachlichen Standard in Deutschland entspricht. Für den Sanitätsdienst des Heeres gelten im Besonderen folgende Aufträge:
- Beratung, Planung, Koordination in Stäben des Heeres: Ab Brigade aufwärts verfügt das Heer über sanitätsdienstliche Beratungselemente. Die Hauptaufgabe dieser Ärzte liegt in der Beratung der jeweiligen Truppenführer in allen sanitätsdienstlichen Fragen. Gleichzeitig nehmen sie die Schnittstellenfunktion zum Zentralen Sanitätsdienst wahr. Im Einsatz übernehmen diese Ärzte die Funktion als Leitende Sanitätsoffiziere. In einer Brigade ist dies ein Brigadearzt, in einer Division der Divisionsarzt und in einem Korps ein Korpsarzt.
- Sanitätsdienstliche Versorgung der Division Schnelle Kräfte: Diese verfügt über einen organischen (eigenen) Sanitätsdienst, auch bei Übungen und im Einsatz. Dies ist zum einen den besonderen Anforderungen der Spezialkräfte geschuldet, zum anderen der Fähigkeit des ärztlichen Personals, genau wie die zu versorgende Truppe luftlandefähig zu sein und unter besonderen Gefechtsverhältnissen ihre Aufgabe wahrnehmen zu können. Am Standort des Kommando Spezialkräfte wurde dazu eigens ein Sanitätszentrum eingerichtet. Einige Kommandosoldaten des Kommando Spezialkräfte verfügen über eine besonders weitgehende sanitätsdienstliche Ausbildung.
- Fliegerärztlicher Dienst im Heer: Der Fliegerärztliche Dienst der Division Schnelle Kräfte betreut das fliegende Personal und das Flugsicherungspersonal des Heeres. An Heeresflugplätzen wird die Flugunfallbereitschaft durch den Fliegerärztlichen Dienst gestellt.
- Lehr- und Ausbildungsaufgaben an den Truppenschulen des Heeres
- Veterinärmedizinische Betreuung des Einsatz- und Ausbildungszentrums für Tragtierwesen 230
- Sanitätsdienstliche Friedensversorgung von Auslandsdienststellen

## Geschichte
Vorgänger des Sanitätsdienstes Heer war die Sanitätstruppe. Die Sanitätstruppe war eine Truppengattung des Heeres.

### Sanitätstruppe des Feldheeres
Sanitätskräfte waren organischer Teil vieler Verbände des Feldheeres. Die Stabskompanien der Kampftruppen führten beispielsweise eigene Sanitätszüge. Den Divisionen waren Sanitätsbataillone unterstellt. Die Korpsebene verfügte über Sanitätskommandos mit unterstellten Sanitätsbataillonen, Krankentransportbataillon, Krankentransportzüge (Schiene). (vgl. Gliederung des Feldheeres in der Heeresstruktur IV).
So konnte sichergestellt werden, dass Verwundete, die im Rahmen der Selbst- und Kameradenhilfe durch Ersthelfer und Sanitätstrupps erstversorgt worden waren, über den Truppenverbandplatz des Bataillons-Sanitätszug an einen Hauptverbandplatz, der durch die Brigade-Sanitätskompanie eingerichtet wurde, und der von weiteren Hauptverbandplätzen des Divisions-Sanitätsbataillon unterstützt wurde, zur weiteren Behandlung verbracht werden konnten. Von dort wurden die Verwundeten in rückwärtige Lazarette (gegebenenfalls Einrichtungen des Territorialheeres) verbracht.

### Sanitätstruppe des Territorialheeres
Das Territorialheer verfügte über eine nichtaktive Reservelazarettorganisation, die im Krieg durch Reservisten und zivile Sanitätskräfte hätte aufwachsen können. Dazu zählten Sanitätskommandos, Sanitätsregimenter und Sanitätsbataillone mit unterstellten Lazaretten und Reservelazarettgruppen (vgl. Gliederung des Territorialheeres in der Heeresstruktur IV). Im rückwärtigen Raum waren Krankenkraftwagenkompanien, Krankentransportbataillone und Krankentransportkompanien für den Transport von kranken und verwundeten Soldaten ausgeplant. In Sanitäts- und Sanitätshauptdepots wurde für den Verteidigungsfall benötigtes Material bevorratet (vgl. Sanitätshauptdepot Lorch-Rheingau).

### Zentrale Sanitätsdienststellen der Bundeswehr
Zentrale sanitätsdienstlichen Einrichtungen wurden im Frieden als Zentrale Sanitätsdienststellen der Bundeswehr zusammengefasst. Sie waren mittelbar dem Inspekteur des Sanitäts- und Gesundheitswesens unterstellt. Zu den Zentralen Sanitätsdienststellen der Bundeswehr zählten die dem Sanitätsamt der Bundeswehr nachgeordneten Bundeswehrkrankenhäuser und die nachgelagerten Facharztzentren. Der größte Teil des Personals der Zentrale Sanitätsdienststellen der Bundeswehr wurden von der Sanitätstruppe des Heeres gestellt. Die Ausbildung wurde ebenfalls zentral organisiert; eine eigene Sanitätstruppenschule des Heeres wurde bereits in den Gründungsjahren der Bundeswehr zur Sanitätsschule der Bundeswehr zusammengefasst, aus der sich später die Sanitätsakademie der Bundeswehr entwickeln sollte.

### Aufstellung des Zentralen Sanitätsdienstes der Bundeswehr und des Sanitätsdienstes Heer
2002 wurde der Zentrale Sanitätsdienst der Bundeswehr neu aufgestellt. Hinsichtlich der Zusammenfassung der Sanitätskräfte aller Teilstreitkräfte unter zentraler Führung folgte seine Aufstellung dem Konzept der Zentralen Sanitätsdienststellen der Bundeswehr. Der allergrößte Teil der Sanitätstruppe des Heeres wurde in den Zentralen Sanitätsdienst der Bundeswehr eingegliedert. Die dort dienenden Heeresuniformträger zählen bis heute unverändert zur Sanitätstruppe. Die verbleibenden Reste der Sanitätstruppe im Heer wurden im Kommandeurbrief des Inspekteurs des Heeres vom 17. Oktober 2005 als Sanitätsdienst Heer bezeichnet. Unter dieser neuen Bezeichnung bilden sie eine der Truppengattungen des deutschen Heeres, die zwar eng mit der Sanitätstruppe verwandt ist und auf die Zusammenarbeit mit dieser angewiesen ist, aber nicht mit dieser verwechselt werden sollte.

## Ausbildung

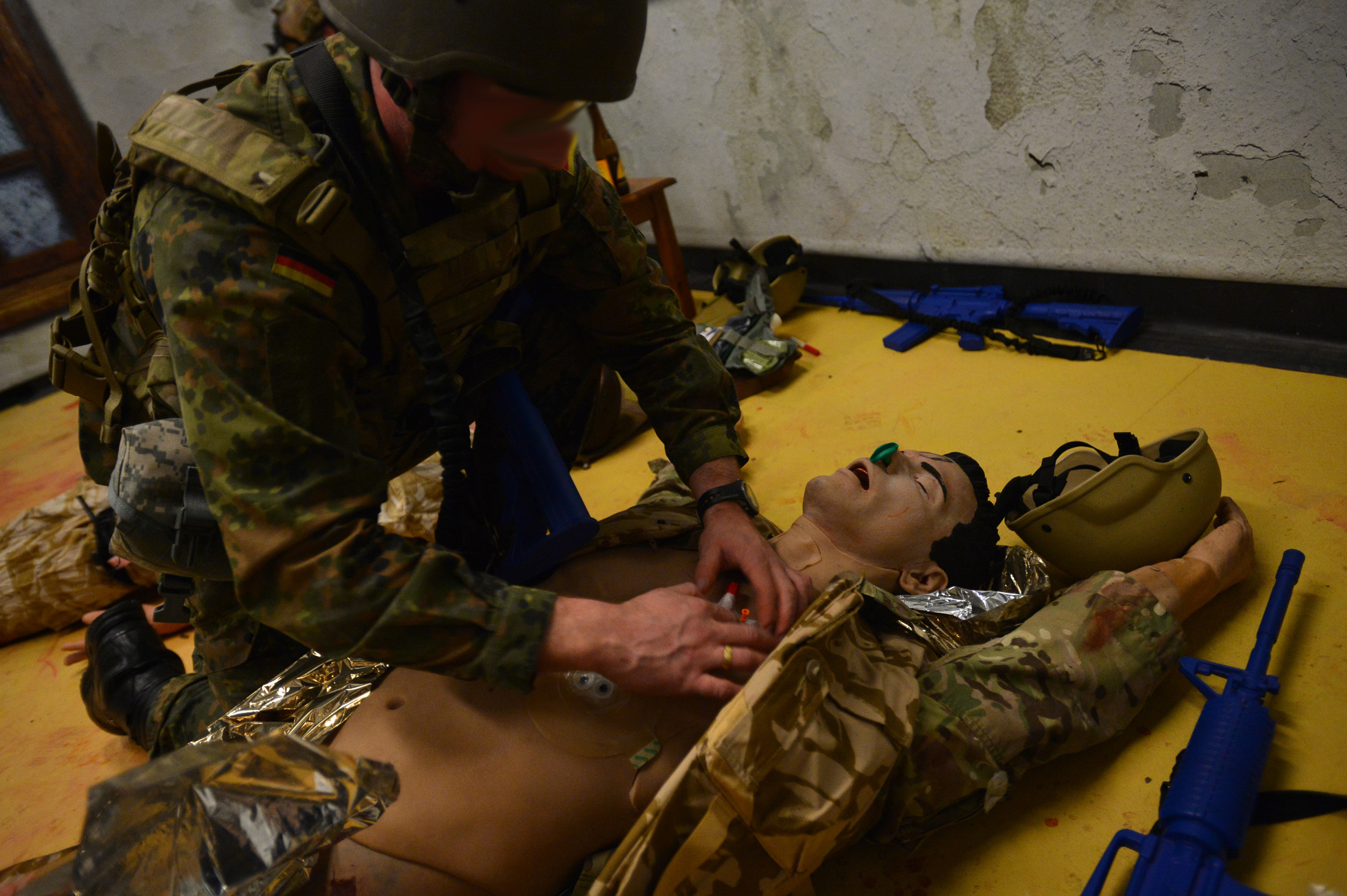
Spezialkräfte üben die Notfallversorgung

Die Ausbildung des Personal des Sanitätsdienstes Heer erfolgt weitestgehend zentral für alle Teilstreitkräfte durch die Lehr- und Ausbildungseinrichtungen des Zentralen Sanitätsdienstes der Bundeswehr. Bekannteste Ausbildungseinrichtung ist die Sanitätsakademie der Bundeswehr. Besondere Bedeutung hat die Ausbildung der Sanitätsoffizieranwärter zu Sanitätsoffizieren. Sanitätsoffiziere sind approbierte Humanmediziner, Zahnärzte, Apotheker oder Veterinäre. Größtenteils erfolgt ihre medizinische Ausbildung koordiniert durch den Zentralen Sanitätsdienst der Bundeswehr an zivilen Universitäten. Verantwortlich für die fachdienstliche Führung und Weiterentwicklung des Sanitätsdienstes Heer ist der Generalarzt des Heeres, der wiederum fachdienstlich dem Inspekteur des Sanitätsdienstes untersteht, der die Gesamtverantwortung für die Ausbildung, Einsatzbereitschaft und Weiterentwicklung des Sanitätsdienstes der Bundeswehr trägt. Der Generalarzt des Heeres ist Leiter des Referates „Sanitätsdienst des Heeres“ im Kommando Heer und untersteht daher truppendienstlich dem Inspekteur des Heeres. Der Generalarzt des Heeres ist in der Regel ein Oberstarzt.
Zur Optimierung der Rettungskette werden alle Soldaten des Heeres in der Selbst- und Kameradenhilfe unter Federführung des Sanitätsdienstes Heer zum Einsatzersthelfer A ausgebildet. Einige Kommandosoldaten des Kommandos Spezialkräfte verfügen über eine besonders weitgehende sanitätsdienstliche Ausbildung. Um den Fallschirmjägern und Spezialkräften in den Einsatzraum folgen zu können, durchlaufen die Sanitäter der beiden Regimenter der Fallschirmjägertruppe an der Luftlande- und Lufttransportschule eine Ausbildung zum Fallschirmspringer.

## Organisation

### Einordnung
Der Sanitätsdienst Heer bildet im Heer eine eigene Truppengattung. Der Sanitätsdienst wird den Einsatz- und Führungsunterstützungstruppen zugerechnet.
Nicht zum Heer zählende Heeresuniformträger bilden die Sanitätstruppe. Trotz enger Zusammenarbeit und großer Ähnlichkeit sind Sanitätstruppe und Sanitätsdienst Heer voneinander abzugrenzende Truppengattungen. Die meisten Soldaten der Sanitätstruppe dienen im Zentralen Sanitätsdienst der Bundeswehr. Daneben verfügen auch Luftwaffe, Marine (Marinesanitätsdienst) und Streitkräftebasis über Sanitätspersonal. Alle Sanitätskräfte der Bundeswehr sind fachlich Teil des Zentralen Sanitätsdienstes der Bundeswehr.
Einen spezialisierten Teilbereich des Sanitätsdienstes Heer bilden die Luftlandesanitäter, die der luftlandefähige Teil des Sanitätsdienstes sind. Die Sanitätsoffiziere sind nach ihrer Approbation in Veterinäre, Humanmediziner, Zahnärzte und Apotheker zu gliedern. Neben den approbierten Soldaten dient im Sanitätsdienst Heer weiteres medizinisches Fachpersonal (Rettungssanitäter, Notfallsanitäter, Krankenpfleger usw.), das vom nicht medizinisch ausgebildeten Personal (Kraftfahrer, Fernmeldetruppe, Heereslogistiktruppen usw.) unterschieden werden kann.

### Truppenteile
Einzige größere Truppenteile in Kompaniestärke sind die zwei Luftlandesanitätskompanien der Division Schnelle Kräfte. Erwähnenswert ist außerdem das Sanitätszentrum Kommando Spezialkräfte, das streng genommen jedoch zur Truppengattung „Spezialkräfte“ zählt:
|                                                                   | Bezeichnung                            | Ort     | Verband                | Bemerkung                                                                         |
| ----------------------------------------------------------------- | -------------------------------------- | ------- | ---------------------- | --------------------------------------------------------------------------------- |
| internes Verbandsabzeichen                                        | 9./Fallschirmjägerregiment 26          | Merzig  | Luftlandebrigade 1     | Luftlandesanitätskompanie                                                         |
| internes Verbandsabzeichen                                        | 9./Fallschirmjägerregiment 31          | Seedorf | Luftlandebrigade 1     | Luftlandesanitätskompanie                                                         |
| Internes Verbandsabzeichen Sanitätszentrum Kommando Spezialkräfte | Sanitätszentrum Kommando Spezialkräfte | Calw    | Kommando Spezialkräfte | im engeren Sinn nicht Sanitätsdienst Heer, sondern Truppengattung „Spezialkräfte“ |

## Ausrüstung

### Lazarette und Krankentransportwagen

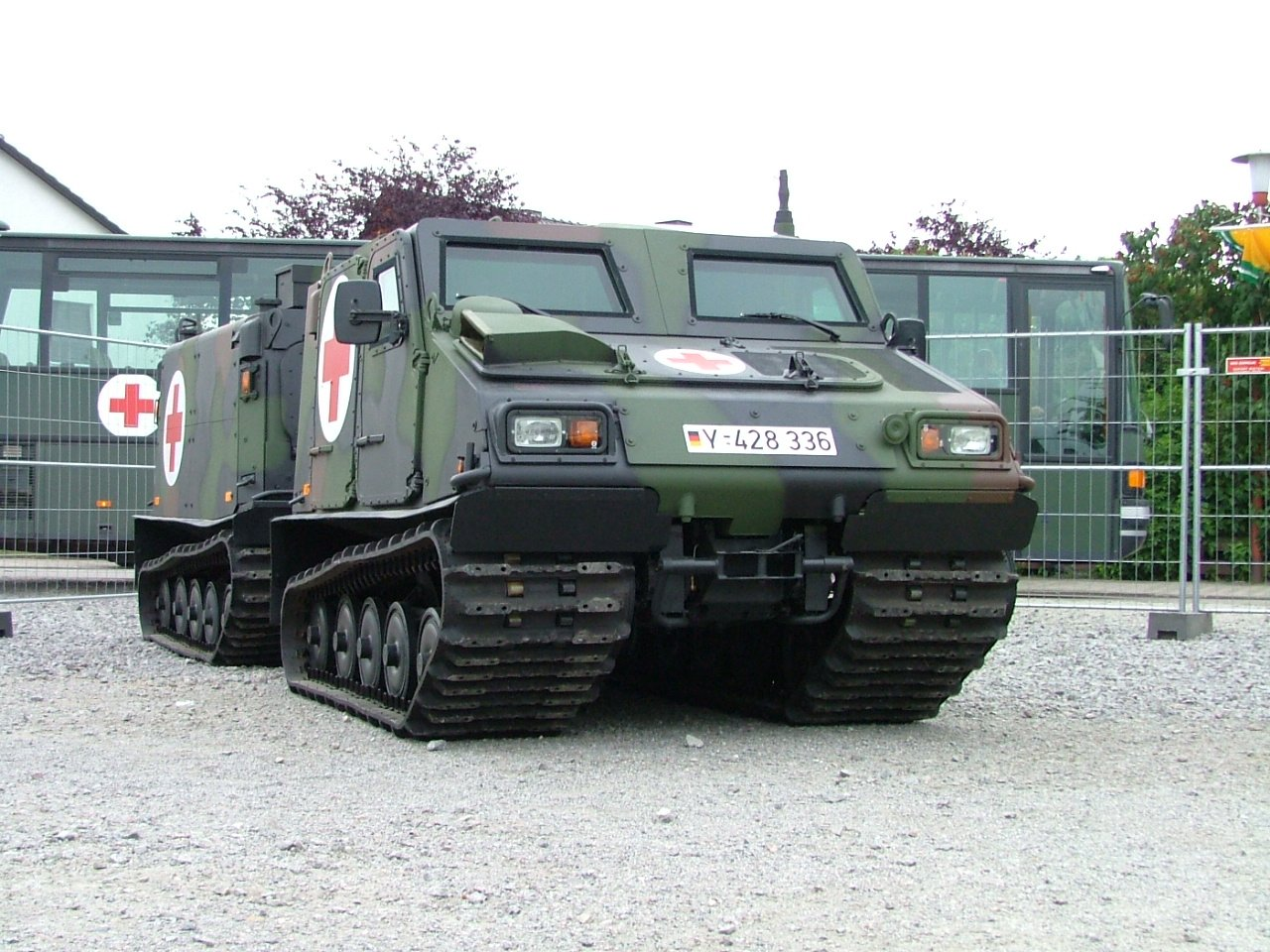
Gepanzerter Bv206S der Bundeswehr in der Sanitätsvariante

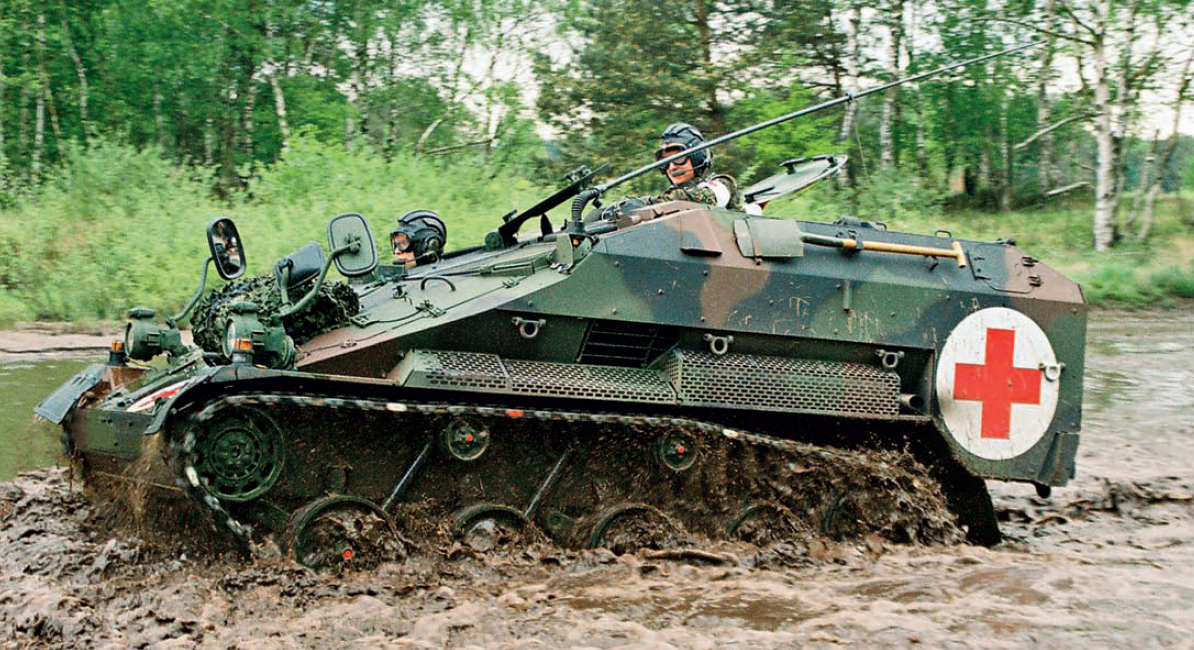
Waffenträger Wiesel 2 San

Die Luftlandesanitäter verfügen über besonders leichte und lufttransportfähige Ausrüstung. In den Luftlanderettungsstationen werden Verwundete der Luftlandetruppen im Einsatzraum notfallmedizinisch versorgt. Zur Bergung und zum Abtransport Verwundeter verfügen die Luftlandesanitäter über Waffenträger Wiesel 2 San und Bv206S „Husky“.

### Uniform
Die Waffenfarbe der Sanitätskräfte des Heeres und die Heeresuniformträger der Sanitätstruppe tragen die Barettfarbe kobaltblau. Das Truppengattungsabzeichen zeigt den Äskulapstab im Eichenlaubkranz.
Im Heer tragen allerdings nur wenige Soldaten des Sanitätsdienstes Heer das kobaltblaue Barett, denn alle Sanitätskräfte der Division Schnelle Kräfte, insbesondere die der Luftlandesanitätskompanien, tragen abweichend aufgrund ihrer Unterstellung das bordeauxrote Barett der Luftlandetruppe mit dem Barettabzeichen der Fallschirmjägertruppe oder des Kommandos Spezialkräfte.

### Militärisches Symbol
Das militärische Symbol, das Dienststellen, Einrichtungen und Fahrzeuge des Sanitätsdienstes kennzeichnet, zeigt vier Felder (im Zentrum gekreuzte waagrechte und senkrechte Linie) und gleicht dem taktischen Zeichen aller Sanitätskräfte der Landstreitkräfte der NATO.

Militärisches Symbol

## Dienstgradbezeichnungen
Niedrigster Dienstgrad in Truppenteilen der Heeresuniformträger im Sanitätsdienst der Bundeswehr und daher auch im Sanitätsdienst Heer ist der Sanitätssoldat. Er entspricht dem Dienstgrad Schütze, Funker, Panzergrenadier usw. (→ vgl. hier) anderer Truppengattungen. Die übrigen Dienstgrade entsprechen den allgemeinen Dienstgraden der Bundeswehr. Besondere Dienstgrade führen alle Sanitätsoffiziere.
| Mannschaftsdienstgrad |                |                    |
| Niedrigerer Dienstgrad |                | Höherer Dienstgrad |
| - | Sanitätssoldat | Gefreiter          |
| Dienstgradgruppe: Mannschaften – Unteroffiziere o.P. – Unteroffiziere m.P. – Leutnante – Hauptleute – Stabsoffiziere – Generale |                |                    |